# Proeme bucki
Proeme bucki är en skalbaggsart som först beskrevs av Julius Melzer 1931.  Proeme bucki ingår i släktet Proeme och familjen långhorningar. Inga underarter finns listade i Catalogue of Life.